# Alf Baker
Alf Baker (Derbyshire, 27 aprile 1898 – 1º aprile 1955) è stato un calciatore inglese, di ruolo difensore.

## Palmarès

### Giocatore

#### Competizioni nazionali
- Campionato inglese: 1

Arsenal: 1930-1931
- Coppa d'Inghilterra: 1

Arsenal: 1929-1930
- Community Shield: 2

Professionisti: 1924
Arsenal: 1930